# 第18旅団 (ウクライナ国家親衛隊)
第18旅団（だい18りょだん、ウクライナ語: 18-та бригада）は、ウクライナ国家親衛隊の旅団。第2軍団隷下。

## 概要

### ソ連国内軍
1966年10月2日、ソ連国内軍第26独立特殊自動車化民警大隊としてウクライナ・ソビエト社会主義共和国ルハーンシク州で創設された。
1980年1月からアフガニスタン紛争に投入された。
1986年4月、チェルノブイリ原子力発電所事故に災害派遣された。
1989年、ナゴルノ・カラバフ戦争に投入され、治安維持軍としてナゴルノ・カラバフに駐留した。

### ウクライナ国家親衛隊/ウクライナ国内軍
1992年1月、ソビエト連邦の崩壊とウクライナの独立で創設されたウクライナ国家親衛隊に編入し、第4師団隷下の第13連隊に改編された。
1995年1月、ウクライナ国内軍に編入し、第15独立特殊自動車化警察連隊に改編された。

### ドンバス戦争

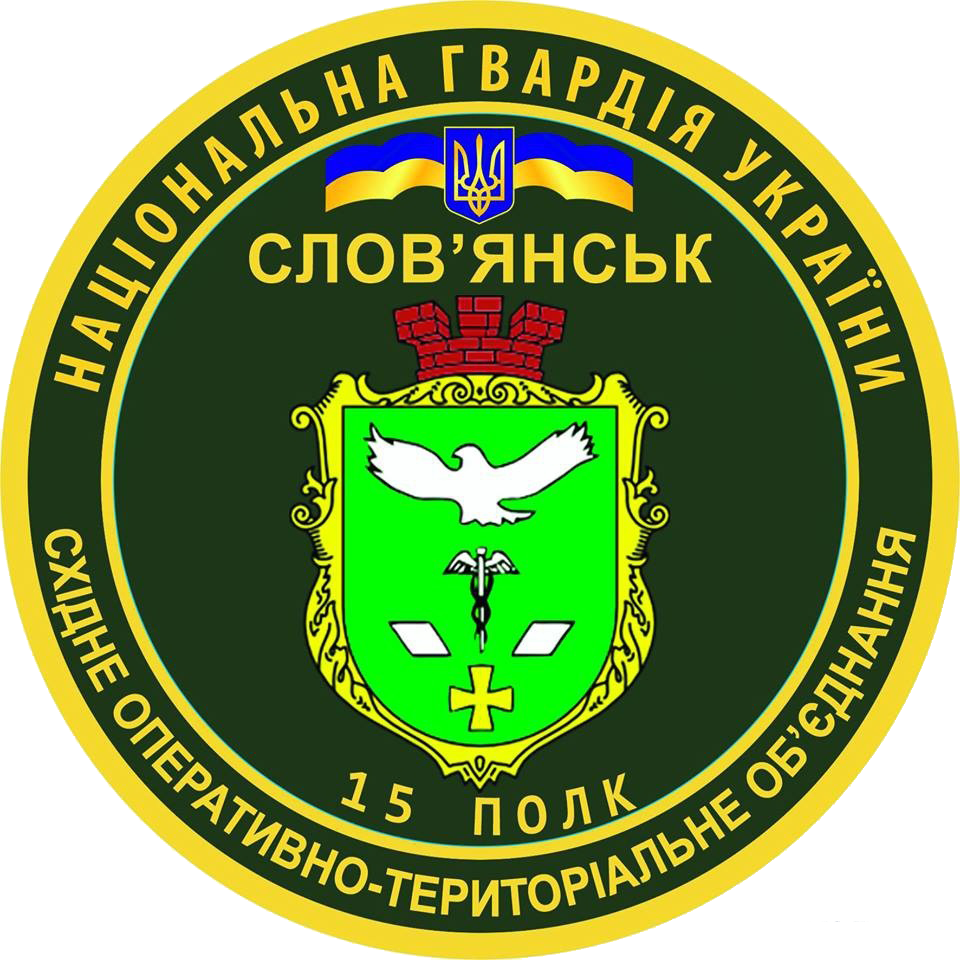
第15独立連隊章

2014年3月、ウクライナ国内軍の廃止で創設されたウクライナ国家親衛隊に編入し、第15独立連隊（ウクライナ語: 15-й окремий полк）に改称された。
2014年5月、ドンバス戦争で東部ルハーンシク州ルハーンシクがルガンスク人民共和国に占領され、東部ドネツィク州スラヴャンスクに移駐した。
2016年9月、第18特務連隊隷下の第2特務大隊ドンバスが配属された。
2019年8月23日、ウォロディミル・ゼレンスキー大統領より、名誉称号「スラヴャンスク」を授与された。

### ロシアのウクライナ侵攻

#### 東部・セベロドネツク戦線
2022年2月24日、ロシアのウクライナ侵攻でルガンスク人民共和国と接する東部ルハーンシク州セヴェロドネツィク地区に配備され、セヴェロドネツィク北のルビージュネを防御した。ロシア軍第2親衛軍団の2個旅団、1個連隊に対して、ルビージュネに行ったことすらなかった土地勘がない指揮官が徴集兵150人を含む部隊を率いて奮闘したが、5月にルビージュネが陥落した。セヴェロドネツィクの市街戦ではロシア軍が偶数日に3回、奇数日に2回攻撃するという法則を発見したが、7月までにセヴェロドネツィク、リシチャンシクが陥落し、ロシア軍はルハーンシク州全域を占領した。

#### 東部・北ドネツク戦線

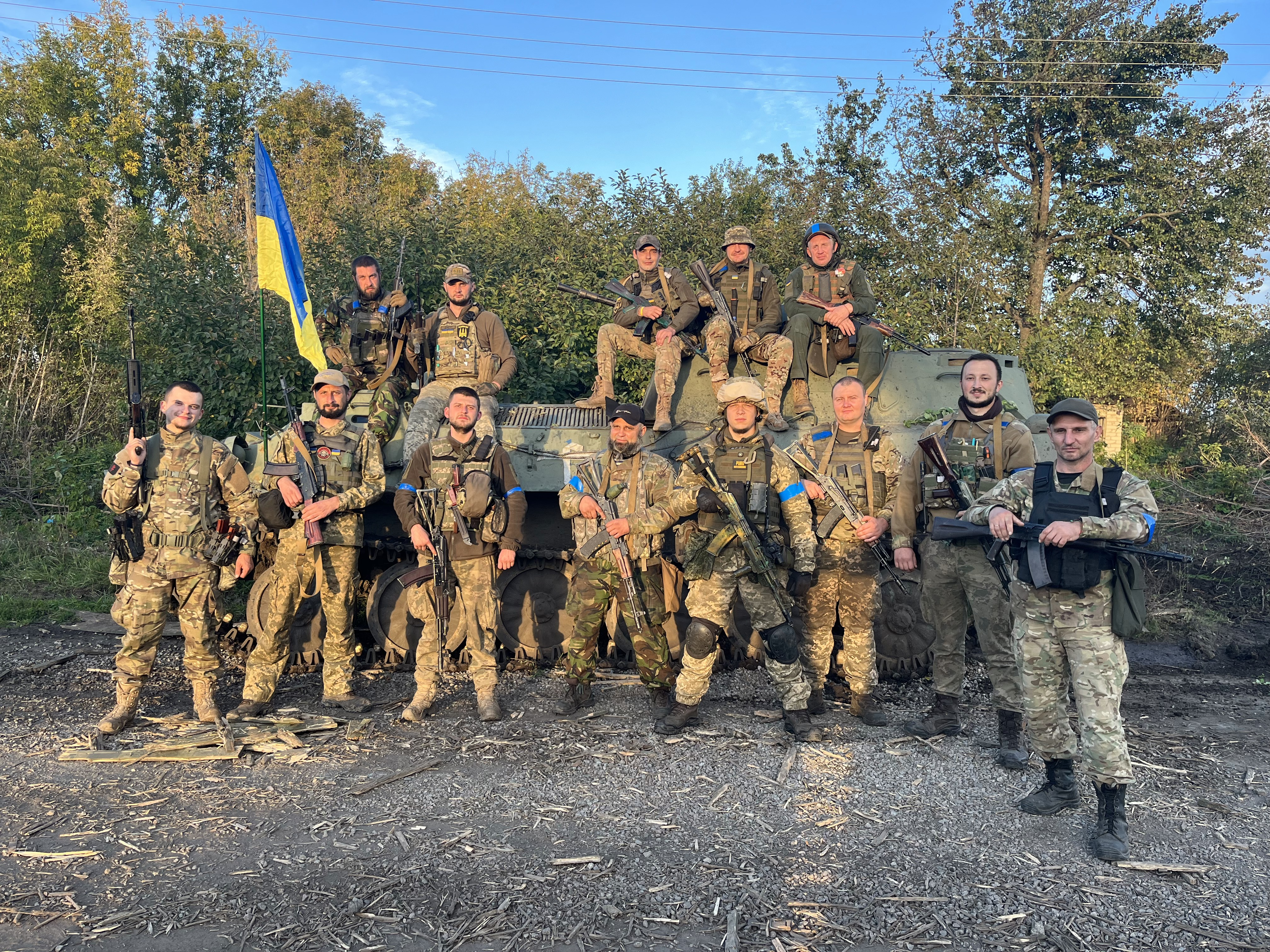
ザリチネを解放して記念撮影する様子

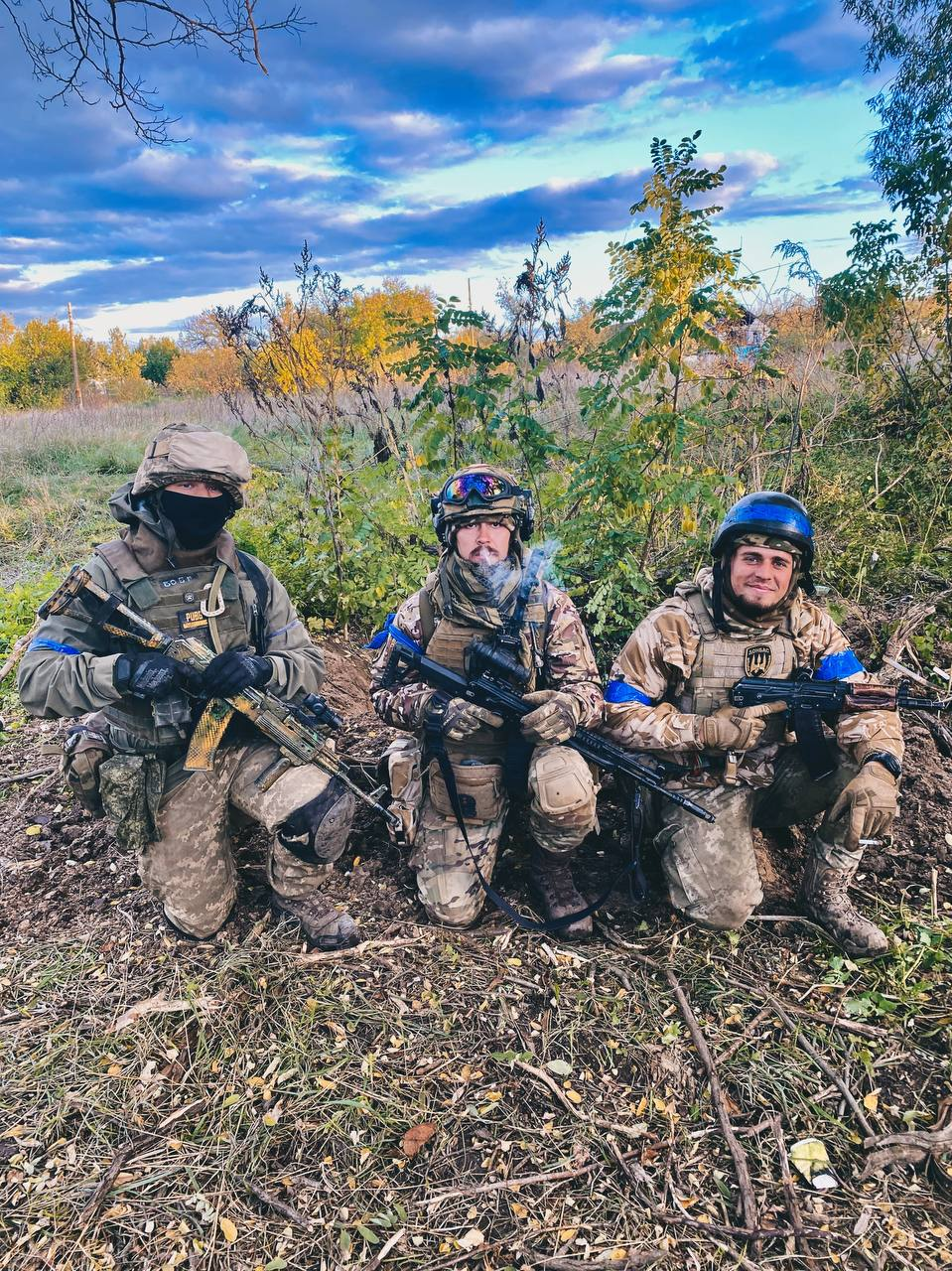
ヤンポリウカを解放して記念撮影する様子

2022年3月、1個大隊が東部ドネツィク州クラマトルシク地区に配備され、6月までスヴャトヒルシク方面を防御し、スヴャトヒルシク守備隊を撤退支援した。9月には全隊が再配置され、第103独立領土防衛旅団と共にリマン方面で攻勢を開始し、オゼルネ、ザリチネ、ヤンポリウカを解放した。
2022年9月2日、ウォロディミル・ゼレンスキー大統領より、勇気と勇敢さに対する栄誉賞を授与された。

#### 東部・スヴァトヴェ-クレミンナ戦線
2023年2月、東部ルハーンシク州セヴェロドネツィク地区に再配置され、クレミンナ方面を防御した。
2023年12月、部隊増強に伴い、第18旅団に改編された。

#### 東部・バフムート戦線
2024年10月、激戦地の東部ドネツィク州バフムート地区に再配置され、バフムート西のチャシウ・ヤール方面に展開した。

## 編制
- 旅団司令部（スラヴャンスク）
- 第1小銃大隊
- 第2小銃大隊
- 第3小銃大隊
- 第2特務大隊 ドンバス（スラヴャンスク）
- 小銃中隊（予備役）
- 対戦車砲中隊

- 警備中隊
- 戦闘・後方支援中隊
- 教育中隊
- 衛生中隊
- パトカー中隊
- 偵察小隊
- 軍楽隊